# Посс, Грег
Грег Посс (англ. Greg Poss, 6 августа 1965, Грин-Бей, США) — американский хоккеист и тренер.

## Биография
В качестве хоккеиста провел более сотни матчей в AHL за «Мэн Маринерс». Тренерскую карьеру начал в Европе. Наиболее успешно Посс трудился в Германии, где ему удалось проделать путь от низших лиг до национальной команды, которую он возглавлял с октября 2005 г. по ноябрь 2006 г. На ЧМ-2004 Посс входил в тренерский штаб Питера Лавиолетта в сборной США, которая по итогам турнира сенсационно завоевала бронзовые медали. Немцы же под руководством наставника выступили неудачно, по итогам ЧМ-2005 лишившись места в элитном дивизионе.
В 2009 году специалист вернулся в США. Вместе с клубом ECHL «Флорида Эверблэйдс» он побеждал в Кубке Келли.
В 2016 году снова вернулся в Европу, заключив контракт с австрийским «Ред Булл» (Зальцбург). Покинул команду в феврале 2019 года, после чего вновь работал в Германии.

## Достижения

### Тренера
- Чемпион Немецкой хоккейной лиги (DEL) (1): 2006/07.
- Обладатель Кубка Германии (1): 2007.
- Обладатель Кубка Келли (1): 2011/12.

### Ассистента
- Бронзовый призер Чемпионата мира (1): 2004.